# NGC 6478
NGC 6478 este o galaxie spirală situată în constelația Dragonul. A fost descoperită în 30 mai 1886 de către Lewis A. Swift. Se află la o distanță de 85,11 de megaparseci de Pământ.